# Utebo (kommunhuvudort)
Utebo är en kommunhuvudort i Spanien.   Den ligger i provinsen Provincia de Zaragoza och regionen Aragonien, i den nordöstra delen av landet, 270 km nordost om huvudstaden Madrid. Utebo ligger 213 meter över havet och antalet invånare är 17 677.
Terrängen runt Utebo är platt åt sydväst, men åt nordost är den kuperad. Runt Utebo är det tätbefolkat, med 550 invånare per kvadratkilometer. Närmaste större samhälle är Zaragoza, 11,6 km sydost om Utebo. Trakten runt Utebo består till största delen av jordbruksmark.